# Rómulo de Génova
San Rómulo de Génova (también Remo; en italiano: Romolo, en ligur: Rœmu) fue un obispo primitivo de Génova, alrededor de la época de San Siro.

## Hagiografía
Sus fechas son inciertas: desde las listas tradicionales de Santiago de la Vorágine compiladas a partir de liturgias locales, su obispado generalmente se ubica de cuarto en una lista en gran medida legendaria.
Huyó de Génova y nunca regresó. Murió en la cueva en la que vivía en Villa Matutiæ, un pueblo de la Riviera Italiana que después adoptó su nombre, convirtiéndose en "San Remo" (del siglo XV hasta la primera mitad del XX), y posteriormente en Sanremo.

## Veneración
En 876 el obispo Sabbatinus trajo sus restos a Génova, a la iglesia de San Siro, donde se consagró una nueva estructura en 1023. 
Ya que fue invocado en defensa de Villa Matutiæ por sus habitantes durante un ataque enemigo, el santo es representado con traje episcopal y una espada en la mano. 
La fiesta de San Remo se guardaba el 13 de octubre, fecha tradicional de su muerte, así como el 22 de diciembre. En la Arquidiócesis de Génova su día se celebra el 6 de noviembre, junto a las de otros dos de sus obispos primitivos: San Valentín de Génova y San Félix de Génova.